# Dismorphia pseudolewyi
Dismorphia pseudolewyi is een vlindersoort uit de familie van de Pieridae (witjes), onderfamilie Dismorphiinae.
Dismorphia pseudolewyi werd in 1955 beschreven door Forster.